# L’odore del sangue
L’odore del sangue (deutsch: „Der Geruch des Blutes“) ist ein italienisch-französisches Filmdrama mit Fanny Ardant und Michele Placido aus dem Jahr 2004. Als literarische Vorlage diente der gleichnamige Roman von Goffredo Parise.

## Handlung
Der Schriftsteller Carlo und die Archäologin Silvia sind seit 20 Jahren miteinander verheiratet. Sie leben in einem luxuriösen Appartement in Rom und sind mit der Zeit übereingekommen, eine offene Ehe zu führen. Während Silvia sich zumeist auf kurze Affären einlässt, hat Carlo eine dauerhafte Geliebte, die Pferdetrainerin Lù, die er regelmäßig in seinem Sommerwohnsitz am Meer trifft. Nach außen hin gibt sich Silvia gelassen, doch innerlich leidet sie unter der Situation. Sie fühlt sich von Carlo verlassen, der wiederum ihre Vorwürfe nicht nachvollziehen kann.
Als Silvia ihm erzählt, dass sie ein Verhältnis mit einem jungen, gut gebauten Mann angefangen habe, wird Carlo plötzlich eifersüchtig. Er steigert sich in eine Raserei, die selbst seine Geliebte Lù lächerlich findet. Das Ehepaar unternimmt schließlich eine Reise nach Sizilien, wo Silvia ihrem Mann weitere Details über ihre Affäre enthüllt, was Carlos Obsession noch steigert. Nach ihrer Rückkehr lässt Carlo seinen unterdrückten Frust an Lù gewaltsam aus.
Danach reist Carlo nach Venedig, wohin Silvia vor ihrem Geliebten geflüchtet ist und wo sie nun auf ihren Gatten wartet. Als dieser merkt, wie sehr ihn seine Eifersucht in einen gewalttätigen Mann verwandelt hat, verlässt er Silvia, die ihn am Bahnhof vergeblich umzustimmen versucht. Carlo wiederum wird von Lù verlassen und kommt daraufhin bei seinem Freund Sergio unter. Silvia verliert derweil zunehmend die Kontrolle über ihre Beziehung mit ihrem potenten Liebhaber, der sich als brutaler Faschist entpuppt. Durch ihn nimmt ihr sexuelles Verlangen fatale und selbstzerstörerische Züge an. Carlo beobachtet sie eines Nachts, wie sie auf der Straße nach Freiern sucht. Obwohl es ihn bedrückt, ist er nicht in der Lage, sie vor sich selbst zu schützen. Er erhält schließlich einen Anruf von Sergio, der ihm mitteilt, dass Silvia mit zahlreichen Schnittwunden tot aufgefunden worden sei. Voller Schuldgefühle nimmt er im Leichenschauhaus Abschied von seiner Frau, als sie aufgebahrt vor ihm liegt.

## Hintergrund
L’odore del sangue basiert auf dem gleichnamigen Roman des italienischen Autors Goffredo Parise. Die kontroverse Erzählung wurde von Parise bereits 1979 geschrieben, jedoch erst nach seinem Tod im Jahr 1997 veröffentlicht. In einem Interview gestand Schauspielerin Fanny Ardant, dass sie der Titel des Buchs und ein Foto des Autors auf einer Ausgabe veranlasst habe, das Buch zu kaufen. Sie sei daraufhin von der Geschichte derart fasziniert gewesen, dass sie beschlossen habe, die Filmrechte zu erwerben. Andere Projekte hielten sie jedoch davon ab, eine Verfilmung in die Wege zu leiten, weshalb sie ihr Vorhaben zunächst aufgegeben habe. Erst als der italienische Regisseur und Drehbuchautor Mario Martone den Roman für die Leinwand adaptieren wollte und davon hörte, dass Ardant ebenfalls Interesse an einer Verfilmung hatte, kam das Projekt ins Rollen. Die Dreharbeiten fanden in Rom und Venedig sowie in Gibellina auf Sizilien statt.
Das Filmdrama wurde am 2. April 2004 in Italien uraufgeführt und am 15. Mai 2004 auch bei den Internationalen Filmfestspielen von Cannes vorgestellt. In Deutschland wurde der Film nicht veröffentlicht.

## Kritik
Deborah Young von Variety beschrieb L’odore del sangue als „lüsterne Geschichte ehelicher Untreue“. Das im Film thematisierte „Konzept einer offenen Ehe, wie sie von einem bürgerlichen Paar praktiziert wird“, wirke „überholt“, und die „damit verbundenen Qualen“ wie Eifersucht, Wahnsinn und Mord seien „vorhersehbar“. Der Regisseur habe den Roman „als wortlastige Provokation“ interpretiert, „ohne ihn wirklich zu adaptieren, was wahrscheinlich das Hauptproblem des Films ist“. Die „glamouröse“ Fanny Ardant, die ihre Rolle sehr kontrolliert spiele, sei im Verlauf ihres langsamen Verfalls „berührend“. Michele Placido, den man als Intellektuellen „ungewöhnlich“ besetzt habe, sei „überraschend effektiv in seiner Rolle, die Körperlichkeit mit blindem, lautem Sexismus verbindet“. Die Kameraarbeit im Stil der 1970er Jahre erinnere an Antonioni und Visconti.

## Auszeichnungen
Cesare Accetta war 2005 für den Nastro d’Argento in der Kategorie Beste Kamera nominiert.